# Fairytales (album của Alexander Rybak)
Fairytales là album phòng thu đầu tay của nghệ sĩ người Na Uy Alexander Rybak. Nó được phát hành ở Na Uy và nhiều các quốc gia châu Âu vào ngày 29 tháng 5, 2009 (xem phát hành). Phần lớn những bài hát trong album do chính anh sáng tác.
Đĩa đơn đầu tiên từ album là ca khúc "Fairytale", bài hát chiến thắng trong Eurovision Song Contest 2009. Với tổng cộng 387 điểm, nó đã phá vỡ kỉ lục 292 điểm trước đó trong lịch sử của cuộc thi. Tất cả những quốc gia tham dự đều bầu chọn cho bài hát này. Các đĩa đơn khác là "Funny Little World" và "Roll With the Wind" cũng đạt nhiều thứ hạng cao trên bảng xếp hạng Norwegian VG-lista ở Na Uy; trong đó ca khúc "Funny Little World" đứng vị trí #1 và "Roll With the Wind" xếp thứ #10.
Rybak cũng viết lời tiếng Anh cho một bài hát tiếng Nga và một ca khúc tiếng Na Uy trong album. Phần nhạc trong bài "Abandoned" (bài #7), sử dụng nhạc của Kirill Moltchanov, từ nhạc chủ đề của bộ phim Nga năm 1968 Доживем до понедельника (Chúng ta sẽ sống đến thứ Hai). Ca khúc "If You Were Gone" (bài #6), là một phiên bản tiếng Anh của một bài hát Na Uy năm 1977 "Vårsøg", với phần nhạc của Henning Sommerro. "Vårsøg" cũng từng được ban nhạc Hàn Quốc jtL cover lại năm 2001 cho đĩa đơn đầu tay của nhóm "A Better Day".

## Các bài hát
| STT | Nhan đề                     | Sáng tác                          | Thời lượng |
| --- | --------------------------- | --------------------------------- | ---------- |
| 1.  | "Roll With the Wind"        | Mårten Eriksson, Lina Eriksson    | 3:34       |
| 2.  | "Fairytale"                 | Alexander Rybak                   | 3:05       |
| 3.  | "Dolphin"                   | Rybak                             | 4:16       |
| 4.  | "Kiss and Tell"             | Rybak, Kim Bergseth, Piotr Andrej | 3:20       |
| 5.  | "Funny Little World"        | Rybak                             | 3:46       |
| 6.  | "If You Were Gone"          | Henning Sommerro, Rybak           | 4:31       |
| 7.  | "Abandoned"                 | Rybak, Kirill Moltchanov, Andrej  | 4:09       |
| 8.  | "13 Horses"                 | Rybak                             | 5:42       |
| 9.  | "Song from a Secret Garden" | Rolf Løvland                      | 3:30       |

##### Bonus track
| STT | Nhan đề     | Sáng tác        | Thời lượng |
| --- | ----------- | --------------- | ---------- |
| 10. | "500 Miles" | The Proclaimers | 3:24       |

| STT | Nhan đề    | Sáng tác            | Thời lượng |
| --- | ---------- | ------------------- | ---------- |
| 11. | "Vocalise" | Sergei Rachmaninoff | 4:31       |

| STT | Nhan đề                                                       | Sáng tác        | Thời lượng |
| --- | ------------------------------------------------------------- | --------------- | ---------- |
| 10. | "Castle Made of Snow" (Chỉ có mặt trong phiên bản tại Ba Lan) | Alexander Rybak | 3:24       |

## Tổ chức sản xuất
Nhạc công
- Alexander Rybak – giọng hát chính, violin, piano, người chơi đàn chính. Sắp đặt tất cả người chơi đàn, các ca khúc,.
- Amir Aly - guitar acoustic (bài #5), guitar (#1, #6), bass (#1, #5, #6), lập chương trình (#1, #6)
- Gunnar Flagstad - piano (#9)
- Henrik Wikström - keyboards (#5), lập chương trình (#5)
- Jorunn Hauge - hát đệm (#2)
- Kai Morten Berg – gõ (#4)
- Karianne Kjærnes - hát đệm (#2)
- Kim Edward Bergseth - hát đệm (#4, #7), guitar (#3, #4, #7), bass (#2, #3, #4, #7), lập chương trình (#2, #3, #4, #8)
- Laila Samuels - hát đệm (#7)
- Mattis Lerbak - trống (#3)

Nhân viên thu âm và sản xuất
- Amir Aly – sản xuất (bài #1, #5, #6), phối (#1, #5, #6)
- Björn Engelmann – chỉ huy
- Henrik Wikström - sản xuất (#5), phối (#5)
- Kim Edward Bergseth - sản xuất (#2, #3, #4, #7, #8)
- Ulf Ø. W. Holand – phối (#2, #3, #4, #7, #8)

Thiết kế mĩ thuật album
- Baard Lunde – hình ảnh
- Guro Synes – mĩ thuật, thiết kế
- Trond Kulterud - mĩ thuật, thiết kế

## Phát hành
Theo Amazon.com, album có mặt tại Hoa Kỳ như hàng nhập khẩu, từ 9 tháng 6 năm 2009.
| Vùng          | Ngày                | Nhãn         | Định dạng            |
| ------------- | ------------------- | ------------ | -------------------- |
| Armenia       | 29 tháng 5 năm 2009 | Universal    | CD                   |
| Áo            | 29 tháng 5 năm 2009 | EMI          | CD                   |
| Azerbaijan    | 29 tháng 5 năm 2009 | Universal    | CD                   |
| Belarus       | 29 tháng 5 năm 2009 | Universal    | CD                   |
| Bỉ            | 29 tháng 5 năm 2009 | V2/Universal | CD                   |
| Đan Mạch      | 29 tháng 5 năm 2009 | EMI          | CD; Download nhạc số |
| Phần Lan      | 29 tháng 5 năm 2009 | EMI          | CD; Download nhạc số |
| Đức           | 29 tháng 5 năm 2009 | EMI          | CD; Download nhạc số |
| Kazakhstan    | 29 tháng 5 năm 2009 | Universal    | CD                   |
| Kyrgyzstan    | 29 tháng 5 năm 2009 | Universal    | CD                   |
| Luxembourg    | 29 tháng 5 năm 2009 | V2/Universal | CD                   |
| Hà Lan        | 29 tháng 5 năm 2009 | V2/Universal | CD                   |
| Na Uy         | 29 tháng 5 năm 2009 | EMI          | CD; Download nhạc số |
| Nga           | 29 tháng 5 năm 2009 | Universal    | CD                   |
| Thụy Sĩ       | 29 tháng 5 năm 2009 | EMI          | CD                   |
| Tajikistan    | 29 tháng 5 năm 2009 | Universal    | CD                   |
| Turkmenistan  | 29 tháng 5 năm 2009 | Universal    | CD                   |
| Uzbekistan    | 29 tháng 5 năm 2009 | Universal    | CD                   |
| Ukraina       | 29 tháng 5 năm 2009 | Universal    | CD                   |
| Cộng hòa Síp  | 2 tháng 6 năm 2009  | Universal    | CD                   |
| Hy Lạp        | 2 tháng 6 năm 2009  | Universal    | CD                   |
| Thụy Điển     | 3 tháng 6 năm 2009  | Lionheart    | CD                   |
| Estonia       | 4 tháng 6 năm 2009  |              | CD                   |
| Liên hiệp Anh | 15 tháng 6 năm 2009 | EMI          | CD; Download nhạc số |

## Xếp hạng
| Bảng xếp hạng (2009)            | Vị trí cao nhất | Chứng nhận  | Doanh số |
| ------------------------------- | --------------- | ----------- | -------- |
| Austrian Albums Chart           | 46              |             |          |
| Belgian Albums Chart (Flanders) | 23              |             |          |
| Belgian Albums Chart (Wallonia) | 65              |             |          |
| Dutch Albums Chart              | 29              |             |          |
| Danish Albums Chart             | 38              |             |          |
| Finnish Albums Chart            | 10              |             |          |
| Icelandic Albums Chart          | 20              |             |          |
| German Albums Chart             | 16              |             |          |
| Norwegian Albums Chart          | 1               | 3x Bạch kim | 102.000  |
| Russian Albums Chart            | 1               | Bạch kim    | 20.000   |
| Swedish Albums Chart            | 2               | Vàng        | 20.000   |
| Swiss Albums Chart              | 65              |             |          |
| European Top 100 Albums         | 33              |             |          |